# Canadian Open (бадмінтон)
Canadian Open або Відкритий чемпіонат Канади з бадмінтону — щорічний міжнародний бадмінтонний турнір, який проходить у Канаді з 1957 року. Традийційно проводиться у вересні.
У 1957 році Федераця бадмінтону Канади вирішила провести Чемпіонат Канади з бадмінтону. Обидва турніри проводились разом до 1961 року. У 1962 році вирішено проводити їх окремо.

## Чемпіонат Канади
| Рік  | Чоловічий одиночний | Жіночий одиночний | Чоловічий парний                      | Жіночий парний               | Змішаний парний             |
| ---- | ------------------- | ----------------- | ------------------------------------- | ---------------------------- | --------------------------- |
| 1957 | Дейв Ф. Мактаггарт  | Джуді Девлен      | Дон К. Сміт Г. «Бадд» Портер          | Сьюзен Девлен Джуді Девлен   | Боббі Вільямс Етель Маршалл |
| 1958 | Дейв Ф. Мактаггарт  | Джин Міллер       | Дон К. Сміт Г. «Бадд» Портер          | Марджорі Шедд Дж. Геннессі   | В. Перселл Марджорі Шедд    |
| 1959 | Tan Joe Hok         | Джуді Девлен      | Lim Say Hup Teh Kew San               | Сьюзен Девлен Джуді Девлен   | Д.П. Дейвіс Джуді Девлен    |
| 1960 | Tan Joe Hok         | Марджорі Шедд     | Lim Say Hup Teh Kew San               | Л. Елстон Б. Армендаріц      | Фінн Коббере Джин Міллер    |
| 1961 | Ерланд Копс         | Марджорі Шедд     | Фінн Коббере Йорген Гаммергард Гансен | Марджорі Шедд Дороті Тінлайн | Фінн Коббере Джин Міллер    |

## Canadian Open
| Рік       | Чоловічий одиночний   | Жіночий одиночний  | Чоловічий парний                        | Жіночий парний                  | Змішаний парний                  |
| --------- | --------------------- | ------------------ | --------------------------------------- | ------------------------------- | -------------------------------- |
| 1962      | Ferry Sonneville      | Марджорі Шедд      | Джим Пул Боббі Вільямс                  | Марджорі Шедд Дороті Тінлайн    | Берндт Дальберг Дороті Тінлайн   |
| 1963      | Ерланд Копс           | Марджорі Шедд      | Ерланд Копс Б. Макгойг                  | Марджорі Шедд Дороті Тінлайн    | Ерланд Копс Клер Лаветт          |
| 1964      | C. Ratanaseangsuang   | Джин Міллер        | І. Нагаї Е. Сакаї                       | Марджорі Шедд Дороті Тінлайн    | Дж. Карнват Марджорі Шедд        |
| 1965      | C. Ratanaseangsuang   | Джин Міллер        | Джим Пул C. Ratanaseangsuang            | Tyna Barinaga К. Єнсен          | Б. Макгойг М. Баранд             |
| 1966      | Tan Aik Huang         | Джуді Гешмен       | Ng Boon Bee Tan Yee Khan                | Джуді Гешмен Сьюзен Пірд        | Ng Boon Bee Улла Странд          |
| 1967      | Ерланд Копс           | Елісон Дейсміт     | Роджер Міллс К. Біком                   | Патрісія Муді Джин Міллер       | Роджер Міллс Шерон Віттакер      |
| 1968      | Брюс Роллік           | Шерон Віттакер     | Sangob Rattanusorn Chavalert Chumkum    | Шерон Віттакер Мімі Нільссон    | Sangob Rattanusorn Л. Елстон     |
| 1969      | Rudy Hartono          | Єва Тведберг       | Тоні Джордан Б. Макгойг                 | Retno Kustijah Minarni          | Darmadi Minarni                  |
| 1970      | Іппеї Кодзіма         | Tyna Barinaga      | Raphi Kanchanaraphi C. Ratanaseangsuang | Сьюзен Ветнолл Маргарет Боксолл | Іппеї Кодзіма Сьюзен Ветнолл     |
| 1971      | Rudy Hartono          | Хірое Юкі          | Ng Boon Bee Punch Gunalan               | Норіко Такагі Хірое Юкі         | Ng Boon Bee Sylvia Ng            |
| 1972      | Дерек Тальбот         | Єва Тведберг       | Майк Тредджетт Рей Стівенс              | Анне Берглунд Пернілль Кагард   | Флеммінг Делфс Пернілль Кагард   |
| 1973      | Джеймі Полсон         | Ненсі Маккінлі     | Джеймі Полсон Ів Пер                    | Маргарет Бек Йоке ван Бесеком   | Не проводився                    |
| 1974      | Джеймі Полсон         | Джейн Янгберг      | Shoichi Toganoo Н. Ікеда                | Джейн Янгберг Барбара Велч      | Raphi Kanchanaraphi Барбара Велч |
| 1975      | Рей Стівенс           | Маргарет Бек       | Майк Тредджетт Рей Стівенс              | Маргарет Бек Йоке ван Бесеком   | Не проводився                    |
| 1976      | Bandid Jaiyen         | Венді Кларксон     | Майк Тредджетт Рей Стівенс              | Маргарет Локувуд Нора Гарднер   | Не проводився                    |
| 1977      | Флеммінг Делфс        | Венді Кларксон     | Томас Кільстрем Бенгт Фреман            | Нора Перрі Карен Паттік         | Девід Едді Нора Перрі            |
| 1978      | Флеммінг Делфс        | Венді Кларксон     | Томас Кільстрем Бенгт Фреман            | Соное Охцука Кадзук Секіне      | Стін Сковгард Венді Кларксон     |
| 1979      | Мортен Фрост          | Фуміко Тоокаїрін   | Christian Hadinata Ade Chandra          | Imelda Wiguno Verawaty Wiharjo  | Christian Hadinata Imelda Wiguno |
| 1980      | Мортен Фрост          | Джілліан Джилкс    | Майк Тредджетт Рей Стівенс              | Нора Перрі Джейн Вебстер        | Майк Тредджетт Нора Перрі        |
| 1981      | Нік Єйтс              | Sam Yanquin        | Томас Кільстрем Рей Стівенс             | Нора Перрі Джейн Вебстер        | Томас Кільстрем Джілліан Джилкс  |
| 1982      | Торбйорн Петерсон     | Саллі Поджер       | Торбйорн Петерсон Ларс Венгберг         | Джілліан Джилкс Джілліан Кларк  | Біллі Джилліленд Карен Чепмен    |
| 1983      | Misbun Sidek          | Кеннет Ларсен      | Rashid Sidek Misbun Sidek               | Саллі Поджер Карен Бекмен       | Майк Батлер Клер Бекгаус         |
| 1984      | Мікаель Кьєльдсен     | Chen Hong          | Razif Sidek Misbun Sidek                | Джилліан Гауерс Карен Чепмен    | Найджел Таєр Джилліан Гауерс     |
| 1985      | Єнс Петер Ніргофф     | Клер Бекгаус-Шарп  | Єнс Петер Ніргофф Генрік Сваррер        | Джоанн Фалардо Деніз Жюльєн     | Біллі Джилліленд Нора Перрі      |
| 1986      | Не проводився         | Не проводився      | Не проводився                           | Не проводився                   | Не проводився                    |
| 1987      | Park Seeng-Bae        | Chun Sung-Suk      | Lee Deuk-Choon Lee Sam-Bok              | Kim Jung-Ja Cho Young-Suk       | Енді Гуд Джилліан Гауерс         |
| 1988      | Стів Батлер           | Zheng Baojun       | Єнс Петер Ніргофф Генрік Сваррер        | Еріка ван Дейк Еліне Куне       | Генрік Сваррер Еріка ван Дейк    |
| 1989      | Андерс Нільсон        | Деніз Жюльєн       | Браєн Бланшар Майк Біттен               | Hwa Jung-Eun Joo Shon-hye       | Майк Біттен Доріс Піше           |
| 1990      | Fung Permadi          | Влада Чернявська   | Ong Ewe Chye Razif Sidek                | Деніз Жюльєн Доріс Піше         | Браєн Бланшар Деніз Жюльєн       |
| 1991      | Стів Батлер           | Олена Рибкіна      | Jalani Sidek Razif Sidek                | Джилліан Гауерс Сара Сенкі      | Нік Понтінг Джилліан Гауерс      |
| 1992      | Ahn Jae-chang         | Хісако Мадзуї      | Cheah Soon Kit Soo Beng Kiang           | Пернілль Дупонт Лотте Ольсен    | Томас Лунд Пернілль Дупонт       |
| 1993      | Томас Стуер-Лаурідсен | Камілла Мартін     | Томас Лунд Йон Гольст-Крістенсен        | Пернілль Дупонт Лотте Ольсен    | Томас Лунд Пернілль Дупонт       |
| 1994      | Tiong Ping Lioe       | Пернілль Недергард | Ade Sutrisna Candra Wijaya              | Рікке Ольсен Гелен Кіркегард    | Юрген Кох Ірина Сєрова           |
| 1995      | Lee Kwang-jin         | Bang Soo-hyun      | Ha Tae-kwon Kang Kyung-jin              | Gil Young-ah Tang Yongshu       | Kim Dong-moon Gil Young-ah       |
| 1996 1998 | Не проводився         | Не проводився      | Не проводився                           | Не проводився                   | Не проводився                    |
| 1999      | Браєн Абра            | Шармен Рід         | Wang Wen Дерріл Юнг                     | Роббін Ермітаж Мілен Клутьє     | Айєн Сіді Деніз Жюльєн           |
| 2000 2001 | Не проводився         | Не проводився      | Не проводився                           | Не проводився                   | Не проводився                    |
| 2002      | Колін Гафтон          | Петра Оферцір      | Браєн Превоу Філіпп Буретт              | Ліза Паркер Suzanne Rayappan    | Крістіан Роубак Наталі Мант      |
| 2003      | Hong Seung-ki         | Lee Eun-woo        | Hwang Ji-man Jung Hoong-min             | Lee Eun-woo Ha Jung-eun         | Hwang Ji-man Lee Eun-woo         |
| 2004      | Aamir Ghaffar         | Джулія Менн        | Пол Трумен Ієн Пейлторп                 | Ліза Паркер Suzanne Rayappan    | Крістіан Роубак Ліза Паркер      |
| 2005      | M. Hariawan           | Lee Yun-hwa        | Han Sung-wook Kang Kyong-jin            | Jun Woul-sik Ra Kyung-min       | Han Sung-wook Hee Joo-hyun       |
| 2006      | Тобі Гані             | Іва Лі             | Вільям Мілрой Майк Берес                | Mesinee Mangkalakiri Іва Лі     | Гоаврд Бак Іва Лі                |
| 2007      | Lee Tsuen Seng        | Lee Yun-hwa        | Вільям Мілрой Майк Берес                | Hwang Yu-mi Ha Jung-eun         | Вільям Мілрой Теммі Сан          |
| 2008 2009 | Не проводився         | Не проводився      | Не проводився                           | Не проводився                   | Не проводився                    |
| 2010      | Taufik Hidayat        | Zhu Lin            | Fang Chieh-Min Lee Sheng-Mu]            | Chien Yu-Chin Cheng Wen-Hsing   | Lee Sheng-Mu Cheng Wen-Hsing     |